# Basketball-Bundesliga 1974-1975
La Basketball-Bundesliga 1974-1975 è stata la 9ª edizione del massimo campionato tedesco occidentale di pallacanestro maschile. La vittoria finale è stata ad appannaggio del MTV Gießen.

## Risultati

### Stagione regolare

#### Gruppe Nord
|    | Squadra                      | G  | V | N | P | PF   | PS   | Pt. | Qualificazione       |
| -- | ---------------------------- | -- | - | - | - | ---- | ---- | --- | -------------------- |
| 1. | SSV Hagen                    | 14 |   |   |   | 1237 | 1003 | 24  | girone finale        |
| 2. | TuS 04 Leverkusen            | 14 |   |   |   | 1294 | 1083 | 23  | girone finale        |
| 3. | MTV Wolfenbüttel             | 14 |   |   |   | 1247 | 1066 | 22  | girone finale        |
| 4. | RuWa Essen-Dellwig           | 14 |   |   |   | 1180 | 1134 | 14  | girone finale        |
| 5. | Amburgo TB                   | 14 |   |   |   | 1152 | 1205 | 12  | girone retrocessione |
| 6. | SSC Gottinga                 | 14 |   |   |   | 1101 | 1220 | 8   | girone retrocessione |
| 7. | VfL Osnabrück                | 14 |   |   |   | 1055 | 1348 | 5   | girone retrocessione |
| 8. | SG Großburgwedel/Hannover 96 | 14 |   |   |   | 1150 | 1357 | 4   | girone retrocessione |

#### Gruppe Süd
|    | Squadra          | G  | V | N | P | PF   | PS   | Pt. | Qualificazione       |
| -- | ---------------- | -- | - | - | - | ---- | ---- | --- | -------------------- |
| 1. | MTV 1846 Gießen  | 14 |   |   |   | 1320 | 1141 | 22  | girone finale        |
| 2. | USC Heidelberg   | 14 |   |   |   | 1225 | 999  | 21  | girone finale        |
| 3. | 1. FC 01 Bamberg | 14 |   |   |   | 1214 | 1147 | 19  | girone finale        |
| 4. | USC Monaco       | 14 |   |   |   | 1293 | 1186 | 19  | girone finale        |
| 5. | ADB Coblenza     | 14 |   |   |   | 1185 | 1174 | 15  | girone retrocessione |
| 6. | USC Magonza      | 14 |   |   |   | 1106 | 1265 | 6   | girone retrocessione |
| 7. | TG Hanau 1837    | 14 |   |   |   | 1133 | 1337 | 6   | girone retrocessione |
| 8. | TSV 1860 Monaco  | 14 |   |   |   | 1015 | 1242 | 4   | girone retrocessione |

### Gironi retrocessione

#### Gruppe Nord
|    | Squadra                      | G  | V | N | P | PF   | PS   | Pt. | Qualificazione |
| -- | ---------------------------- | -- | - | - | - | ---- | ---- | --- | -------------- |
| 1. | Amburgo TB                   | 20 |   |   |   | 1736 | 1746 | 20  |                |
| 2. | SSC Gottinga                 | 20 |   |   |   | 1576 | 1606 | 18  | retrocesse     |
| 3. | VfL Osnabrück                | 20 |   |   |   | 1594 | 1908 | 11  | retrocesse     |
| 4. | SG Großburgwedel/Hannover 96 | 20 |   |   |   | 1619 | 1943 | 4   | retrocesse     |

#### Gruppe Süd
|    | Squadra         | G  | V | N | P | PF   | PS   | Pt. | Qualificazione |
| -- | --------------- | -- | - | - | - | ---- | ---- | --- | -------------- |
| 1. | ADB Coblenza    | 20 |   |   |   | 1748 | 1699 | 23  |                |
| 2. | TG Hanau 1837   | 20 |   |   |   | 1709 | 1915 | 12  | retrocesse     |
| 3. | TSV 1860 Monaco | 20 |   |   |   | 1570 | 1786 | 11  | retrocesse     |
| 4. | USC Magonza     | 20 |   |   |   | 1612 | 1820 | 9   | retrocesse     |

### Gironi finali

#### Gruppe A
|    | Squadra            | G | V | N | P | PF  | PS  | Pt. | Qualificazione |
| -- | ------------------ | - | - | - | - | --- | --- | --- | -------------- |
| 1. | MTV 1846 Gießen    | 6 |   |   |   | 560 | 520 | 10  | playoffs       |
| 2. | TuS 04 Leverkusen  | 6 |   |   |   | 554 | 508 | 10  | playoffs       |
| 3. | 1. FC 01 Bamberg   | 6 |   |   |   | 483 | 524 | 4   |                |
| 4. | RuWa Essen-Dellwig | 6 |   |   |   | 511 | 556 | 0   |                |

#### Gruppe B
|    | Squadra          | G | V | N | P | PF  | PS  | Pt. | Qualificazione |
| -- | ---------------- | - | - | - | - | --- | --- | --- | -------------- |
| 1. | USC Heidelberg   | 6 |   |   |   | 458 | 435 | 8   | playoffs       |
| 2. | MTV Wolfenbüttel | 6 |   |   |   | 477 | 468 | 6   | playoffs       |
| 3. | SSV Hagen        | 6 |   |   |   | 454 | 452 | 6   |                |
| 4. | USC Monaco       | 6 |   |   |   | 474 | 508 | 4   |                |

## Playoff
|  | Semifinali | Semifinali       | Semifinali |            |            | Finale     | Finale | Finale |  |
|  |            |                  |            |            |            |            |        |        |  |
|  | B1         | Heidelberg       | 1          |            |            |            |        |        |  |
|  | B1         | Heidelberg       | 1          |            |            |            |        |        |  |
|  | A2         | Bayer Leverkusen | 1          |            |            |            |        |        |  |
|  | A2         | Bayer Leverkusen | 1          |            | Heidelberg | Heidelberg | 1      |        |  |
|  |            |                  |            |            | Heidelberg | Heidelberg | 1      |        |  |
|  |            |                  | MTV Gießen | MTV Gießen | 1          |            |        |        |  |
|  | A1         | MTV Gießen       | MTV Gießen | MTV Gießen | 1          | 1          |        |        |  |
|  | A1         | MTV Gießen       |            |            |            |            |        |        |  |
|  | B2         | MTV Wolfenbüttel | 0          |            |            |            |        |        |  |

| Basketball-Bundesliga 1974-1975 |
| ------------------------------- |
| MTV Gießen 4º titolo            |

## Formazione vincitrice
| N° | Naz.                      | Ruolo | Sportivo             |  | Alt. |  |
| -- | ------------------------- | ----- | -------------------- |  | ---- |  |
| 4  | Germania Ovest (bandiera) |       | Jörg Bernath         |  |      |  |
| 5  | Germania Ovest (bandiera) |       | Henner Weigand       |  |      |  |
| 6  | Germania Ovest (bandiera) | A     | Ulrich Strack        |  | 194  |  |
| 7  | Germania Ovest (bandiera) |       | Dieter Krausch       |  |      |  |
| 8  | Germania Ovest (bandiera) | G     | Hans-Georg Heß       |  | 188  |  |
| 9  | Germania Ovest (bandiera) |       | Michael Breitbach    |  |      |  |
| 10 | Germania Ovest (bandiera) | A     | Thomas Scheld        |  | 195  |  |
| 11 | Stati Uniti (bandiera)    | A     | Dennis Curran        |  | 193  |  |
| 12 | Germania Ovest (bandiera) | A     | Dieter Strack        |  | 194  |  |
| 13 | Germania Ovest (bandiera) | P     | Roland Peters        |  | 186  |  |
| 14 | Germania Ovest (bandiera) | C     | Robert Minor         |  | 196  |  |
| 15 | Germania Ovest (bandiera) | C     | Eberhard Bauernfeind |  | 198  |  |
|    | Germania Ovest (bandiera) | All.  | Klaus Jungnickel     |  |      |  |